# ثومة (الحيمة الخارجية)

تعديل مصدري - تعديل

ثومة هي إحدى قرى عزلة المخلاف بمديرية الحيمة الخارجية التابعة لمحافظة صنعاء، بلغ تعداد سكانها 303 نسمة حسب تعداد اليمن لعام 2004.